# Raunach, Trg
Raunach je naselje v Občini Trg v Okraju Trg na Koroškem v Avstriji.